# پیشاور (افغانستان)
پیشاور (به لاتین: Peshawar) یک منطقهٔ مسکونی در افغانستان است. پیشاور ۲٬۶۴۳ متر بالاتر از سطح دریا واقع شده‌است.